# Acrimea resecta
Acrimea resecta är en skalbaggsart som beskrevs av Thomas Casey 1911. Acrimea resecta ingår i släktet Acrimea och familjen kortvingar. Inga underarter finns listade i Catalogue of Life.